# Kaeloo
Kaeloo (dérivée de « 蛙 » [kaeru], « grenouille » en japonais) est une série d'animation française réalisée en images de synthèse et créée par Rémi Chapotot, Jean-François Henry, Jack Feldstein d'après une idée originale de Vincent Burgevin. Produite par Cube Creative, Blue Spirit, et Télétoon+ elle est diffusée à partir du 6 juin 2010 sur Canal+ et Canal+ Family, depuis décembre 2014 sur Télétoon+ et sur C8 le 21 août 2017. La série se conclut le 13 avril 2023.
Kaeloo suit les aventures de quatre habitants du « Pays Trop Mignon » : Kaeloo la grenouille, Mr. Chat, Coin-Coin le canard et Moignon l’écureuil.
À partir de la saison 2 d’autres personnages apparaissent, comme Pretty et Eugly, deux lapines; Olaf le manchot empereur, ainsi que Olga, son glaçon d'amour, et Serguei, son frigo-robot de combat.

## Synopsis
Au Pays Trop-Mignon, Kaeloo la grenouille, Moignon l'écureuil, Coin-Coin le canard et Mr Chat accompagnés des lapines Pretty et Eugly et du manchot empereur Olaf, tous anthropomorphes, jouent à des jeux délirants, qui ne tardent pas à dégénerer. Un programme pour la famille,.

## Fiche technique
Sauf indication contraire, les informations mentionnées dans cette section peuvent être confirmées par la base de données cinématographiques IMDb,  présente dans la section « Liens externes ».
- Titre original: Kaeloo
- Création : Rémi Chapotot, Jean-François Henry, Tristan Michel
- Réalisation : Rémi Chapotot, Antoine Rota (saisons 1-2), Philippe Rolland (saisons 3-4)
- Direction d'écriture : Rémi Chapotot, Jean-François Henry
- Musique : Franck Marchal
- Scénario : Rémi Chapotot, Jean-François Henry, Jean-Marc Lenglen, Yves Coulon, Alexandre Manneville, Olivier Jean-Marie, Agnès Silmovici, Christophe Joaquin, Peter Berts, Denis Lima, César Henry, Jacob Henry, Frank Richard, Julien Guizard, Pierre Quevaine, Valentin Papoudof, Loïc Nicoloff
- Conception graphique : Rémi Chapotot, Tristan Michel
- Directeurs d'animation : Romain Pamart †[4], Maxime Géry
- Chefs d'animation : Manon Devena, Louis Renard
- Animation : Alexandre Bretheau, Yannick Castaing, Pauline Raffin, Ariane Lebrun, Mario Latcher, Anthony Gilles, Lise Valeur, Norman Westeel, David Varsi, Emmanuel Garcia, William Hoareau, Marie Dollet, Grégory Diaz, Eugenio Delpierre, Timothée Vigouroux (supervision)
- Production : Lionel Fages, Bruno Le Levier, Majid Loukil
  - Production exécutive : Jeremy Burdek, Eric Jacquot, Nadia Khamlichi, Christophe Louis, Adrian Politowski, Gilles Waterkeyn
- Sociétés de production : Canal+ (saison 1-2), Cube Creative Computer Company, Blue Spirit, Comptoir du son et des images, Be Films, Télétoon+ recréation original (depuis la saison 3) et Canal+ Family recréation original (depuis la saison 4)
- Sociétés de distribution : Newen
- Pays :  France
- Langue : français
- Format : couleur - HDTV - 16/9 - son stéréo
- Genre : animation
- Nombre d'épisodes : 241 (5 saisons) + un épisode spécial
- Durée : 7 minutes
- Dates de première diffusion :
  - France : 6 juin 2010
  - Australie : 7 juillet 2010
- Classification : Jeunesse enfants (en 2010) tous publics (depuis 2014)

## Distribution

### Voix originales

#### Français
- Emmanuel Garijo : Kaeloo / Bad Kaeloo
- Philippe Spiteri : Mr Chat
- Rémi Chapotot : Moignon / Coin-Coin / Eugly
- Dorothée Pousséo : Pretty
- Féodor Atkine : Olaf
- Émilie Rollot : Les sœurs de Moignon
- Philippe Rolland : voix off
- Valentin Papoudof : La Règle Du Jeu, voix additionnelles
- Sarah Teyssier-Miko, Adrien Antoine : voix additionnelles

#### Anglais
- Doug Rand : Kaeloo, Stumpy and Quack-Quack
- Mike Powers : Mr Cat

## Personnages
- Si vous ne connaissez pas le sujet, laissez ce bandeau (vous pouvez alors contacter les auteurs).
- Si vous supprimez le contenu mis en cause (vous pouvez préalablement contacter les auteurs),

argumentez précisément cette suppression dans la page de discussion
(un manque de référence n'est pas un argument ; une recherche réelle de référence doit avoir été effectuée, être formellement documentée).

### Personnages principaux

#### Kaeloo
Kaeloo est la protagoniste de la série éponyme. Cette grenouille est la gardienne du Pays Trop Mignon et c’est généralement elle qui suggère les jeux auxquels jouent les personnages.

##### Apparence
Kaeloo est une grenouille qui se dit "toute mignonne". Elle a un corps vert et son ventre et la moitié inférieure de son visage sont beiges. Ses yeux sont rouges et noirs. Elle a une spirale rouge sur chacune de ses joues. Ses dents sont blanches et éclatantes. Plusieurs épisodes insinuent que Kaeloo est légèrement en surpoids.
Bad Kaeloo fait deux fois la taille de Kaeloo, et est très musclé. Il a des points jaunes sur son dos et n'a plus les spirales rouges sur ses joues. Il est dit qu'il a une mauvaise hygiène bucco-dentaire, ses dents sont difformes et de travers. Sa langue est bleue. Une cicatrice jaune traverse son œil droit.

##### Personnalité
Kaeloo est gentille et imaginative mais elle s’énerve très rapidement. Elle est pleine d’énergie et sautille souvent partout, et montre beaucoup ses émotions, parfois de manière très dramatique. Elle cherche toujours des jeux pour jouer avec ses "z'ami-es". Kaeloo est extrêmement naïve, et généralement, elle ignore totalement ce qui se passe autour d'elle, volontairement ou non. Elle essaie de rester calme malgré les actions de ses amis qui parfois l’énervent mais si on la provoque trop, elle se met vraiment en colère et elle se transforme en un crapaud bodybuildé, Bad Kaeloo.
Kaeloo est très passionnée par tout ce qui est "joli" et "trop mignon", et elle aime beaucoup protéger les plus faibles. Il est souvent montré que chaque matin elle dit bonjour aux fleurs, aux arbres, aux cailloux, et même à des concepts abstraits comme le bonheur ("Si on jouait aux amis imaginaires"). Kaeloo est très fleur bleue, dans "Si on jouait à la lettre" elle semble toute émue en pensant aux gens qui s'envoient des lettres écrites à la main. Elle est très protectrice envers Coin-Coin. C'est habituellement elle qui le défend quand on lui fait du mal. Elle est aussi sérieuse au sujet de la défense des fleurs que de la protection de Coin-Coin, comme on le voit dans "Si on jouait aux jolis mots" et "Si on jouait à la baballe" par exemple, car elles sont innocentes et ne font rien de mal. Elle défend également les moutons, comme vu dans "Si on jouait à l'île de l'aventure du danger" ou encore "Si on jouait à avoir de nouveaux zamis" pour la même raison.
Kaeloo a également montré un côté moins agréable de sa personnalité, comme dans "Si on jouait au tribunal", quand elle manipule émotionnellement Mr Chat, ou dans "Si on jouait à la malédiction du pharaon", où elle prétend ne pas remarquer que Moignon se noie dans les sables mouvants. Malgré tout, dans "Si on jouait à l'épisode très spécial", elle est la première à prendre conscience du mal qu'elle lui a fait. En dépit d'être souvent opposée à la tricherie, Kaeloo trichera parfois pour gagner, comme le montrent "Si on jouait au golf!" et "Si on jouait au baseball". Si on l’énerve trop, elle n'hésitera pas à se venger ou à être violente, dans "Si on jouait aux top models" elle sollicite l'aide de Mr Chat pour se venger de Pretty. De plus, comme c’est celle qui présente la plupart des jeux, elle croit qu'elle a le droit de tout pouvoir faire en jouant.
Il est aussi souvent dit que Kaeloo n'est pas très sincère, notamment car elle se transforme dès que quelque chose ne lui plaît pas alors qu'elle dit être toute gentille. Elle aime que tout se passe comme elle l'a prévu, ce qui peut la rendre un peu vicieuse parfois. Typiquement, dans "Si on jouait à la corde à sauter", elle emmène Mr Chat chez son psychiatre et les deux deviennent amis, ce qu'elle n'avait pas prévu. Cela l'énerve à la fois parce qu'elle pensait que Mr Chat serait un patient difficile et parce que son psychiatre semblait le favoriser à elle. Tout le monde semble avoir accepté cette dualité chez Kaeloo, comme on peut le déduire de certaines phrases de Mr Chat dans "Si on jouait à Game Over: Level 1" et "Si on jouait à la kousinade". Elle cultive une image douce et innocente de sa personne mais l'illusion de semble fonctionner que pour elle-même. Dans "Si on jouait à cap ou cap" on voit que Kaeloo se restreint énormément puisque, dans le Pays Trop Pas Cap, on la voit se frapper symboliquement elle-même pour s'empêcher de dire des gros mots. On remarquera que dans la saison 4 elle en dit, dans l'épisode "Si on jouait au Pays Trop Parfait", après avoir appris à ses dépens qu’être parfaite n’était pas forcément désirable.
Lorsqu'elle est en colère, Kaeloo se transforme en Bad Kaeloo! Dans ces moments là il vaut mieux ne pas être dans les parages. Sous cette forme Kaeloo est très méchante et violente, surtout à l'encontre de Mr Chat car c'est celui qui la met le plus en colère. Bad Kaeloo semble avoir un réel désir de se faire des amis, comme on le voit dans l'épisode "Si on jouait aux espions". Il a été fortement insinué dans "Si on jouait aux espions" que Bad Kaeloo est la forme originale, et Kaeloo est une autre forme qu'elle prend pour pouvoir se faire des amis. Jean-Guillaume, le psychologue de Kaeloo, dit que Bad Kaeloo est l'inconscient de Kaeloo qui s'exprime. On ne sait pas vraiment si Kaeloo et Bad Kaeloo sont deux personnes différentes ou deux faces d'une même personne, bien que la seconde proposition semble être la plus probable. Dans "Si on jouait à l'enquête délicate" il est dit que Kaeloo ne se rappelle pas toujours de ce qu'elle fait quand elle est transformée. Kaeloo déteste se transformer et le répète souvent. Dans la saison 5, Kaeloo se transforme souvent et cela n’est pas influencé par la colère. Bad Kaeloo devient plus doux est patient.
Bien que Kaeloo n'ait pas envie de devenir amie avec "l'autre" et souhaite s’en débarrasser au plus vite, il arrive qu'ils passent de bons moments ensemble. Kaeloo lui en veut beaucoup de ne pas savoir parler avec de jolis mots comme elle, et tente de lui en apprendre mais cela échoue. Elle souffre beaucoup de cela, mais fini éventuellement par commencer une relation plus amicale. Dans "Si on jouait à l'enquête délicate" Bad Kaeloo accuse Kaeloo de ne pas avoir confiance en lui. Elle ne répond pas directement à cette accusation, ayant un peu honte. Bad Kaeloo ira jusqu’à dire que Kaeloo ne l’aime pas, ce à quoi elle ne répond pas non plus. Dans "Si on jouait toute seule" Bad Kaeloo propose de jouer avec Kaeloo qui se retrouve seule, ses amis étant occupés ailleurs. Au début elle est réticente puis elle accepte, et ils s’amusent en saccageant au passage le Pays Trop Mignon, chose que Kaeloo prohibe normalement. Dans la saison 5, leur relation s’est grandement améliorée. Kaeloo le laisse parfois prendre le contrôle quand la situation, autre que frapper les autres, le demande ou pour lui laisser la place dans certains jeux. Ils communiquent à travers une bulle se manifestant à côté de la tête de celui qui contrôle.
Kaeloo a un cheveu sur la langue. Dans les premiers épisodes, les autres personnages, en particulier Mr Chat, se moquaient d'elle pour cela. Elle en est consciente mais refuse de l'accepter, puisque si on lui fait une remarque sur le fait qu'elle zozote elle l'ignorera ou elle fera comme si elle n'était pas au courant ("Si on jouait à Jacques a dit"). Bad Kaeloo parle sans cheveu sur la langue.

#### Moignon
Moignon est l'un des personnages principaux de la série. Comique du groupe, il est un écureuil énergique et hyperactif, souvent qualifié de raté à cause de ses nombreuses défaites lors des jeux organisés par Kaeloo.

##### Apparence
Moignon est un écureuil de petite taille qui possède des yeux rouges. Il a deux grandes incisives et porte une paire de mitaines pourpre foncées, tout comme Mr Chat. Il possède aussi des baskets vertes et blanches à la semelle beige.
Dans sa forme adulte, celui-ci est beaucoup plus grand et ses oreilles tombent au lieu de se tenir debout. Il porte un débardeur à rayures noires et blanches.

##### Histoire
Comme presque tous les personnages de la série, on ne sait pas grand chose sur l'histoire de Moignon, d'autant plus que l'existence ou non de ses sœurs est un gag récurrent qui est devenu réel avec l'arrivée de ses sœurs lors de la saison 5.
On sait qu'il a une mère, et que cette dernière semble être pauvre, bien qu'elle travaille beaucoup. En effet Moignon dit assez souvent que c'est dur à la maison, par exemple dans "Si on jouait au multiversaire" il dit que personne ne fête son anniversaire car "c'est tous les jours sa fête". Bien sûr tout est à prendre avec des pincettes. Elle travaille 4 fois par jour selon l'une de ses sœurs.
Avec Kaeloo, il est l'un des personnages dont on voit beaucoup la famille, généralement au travers d'histoires.

##### Personnalité
Inculte et immature, Moignon aime tout ce qui est dangereux... Mais il n'a aucun sens de la réalité. Il est fasciné par l'aventure, les explosions, les super pouvoirs, et les guerres intergalactiques. Moignon aspire à être comme son idole Mister Coolskin (le héros de sa bande dessinée préférée), et parfois aussi comme son ami, Mr Chat. Il déteste les livres sans images, dormir et se laver, qu'on se moque de lui.
Au premier abord Moignon est l'archétype du personnage idiot, qui ne sert à rien et qui rate tout ce qu'il entreprend. Il est bien plus que ça, et il est conscient des remarques qu'on fait à son égard. Cela est très largement abordé dans l'épisode "Si on jouait à l'épisode très spécial". Dans "Je suis comme ça", il dit "Casse pas mon cœur si tu n'en veux pas" ce qui veux dire clairement qu'il pense que si ses amis ne veulent pas de son amour, ils ne doivent pas le demander ou tous simplement, doivent le laisser. On voit dans "Si on jouait à questions réponses" que Kaeloo le voit toujours comme le "débile de la bande". Lorsque Moignon essaie de répondre, tout le monde semble n'en avoir rien à faire.
Moignon est victime de harcèlement (les événements sont montrés lors de la chanson "Je suis comme ça") et de moqueries. Il n'a jamais pleuré, ni exprimé sa douleur, jusqu'à "Si on jouait à l'épisode très spécial" où il chante pour exprimer ce qui ne va pas. Il affirme qu'il est malheureux: "Mais ce que je déteste [...] C'est quand de moi vous vous moquez", "Qui aura le temps de regarder qui je suis, vraiment, autant, que le meilleur des amis", "Casse pas mon cœur si tu n'en veux pas". Il affirme également vouloir rester tel qu'il est "C'est déjà dur d'être juste moi, je suis comme ça", "Me juger pas je ne changerais pas, je suis comme ça", "Pourquoi changer la question s' pose pas, parce que je suis ça". La saison 3 est donc une saison où l'on a tendance à moins se moquer de Moignon depuis cet épisode, malgré le fait que Kaeloo n'ait pas tenu sa promesse.
Il a tendance à se sous estimer comme on le voit dans "Si on jouait à l'épisode très spécial" où dans sa chanson, il déclare "c'est déjà dur d'être juste moi". Ceci est probablement dû au fait qu’il est constamment victime de harcèlement des autres. La parole la plus importante dans la chanson de Moignon est: "qui aura le temps, de regarder qui je suis, vraiment, autant, que le meilleur des amis". Il se sous estime et se sent rejeté. Il répète assez souvent qu'il ne se sent pas "digne" de sa petite amie Ursula, comme on l'entend dire dans "Si on jouait à chercher Ursula... désespérément". Dans "Si on jouait à la kousinade" Kurt lui fait la même remarque. Kaeloo insiste bien sur le fait que Moignon n'est pas "beau" dans "Si on jouait à l'espèce supérieure" et "Si on jouait à chaud froid". C'est une blague récurrente qu'on peut également voir dans le générique 2D de "Si on jouait à l'épisode très spécial" et dans un épisode de Coin-Coin XP, "Expérience 84: Ne pas cligner des yeux". Il sait que les remarques qu'on lui fait son injustes et malgré une estime de soi peu élevée, il sait que lui aussi mérite d'être heureux ("Je suis comme ça": "[...] mais vouloir être heureux, c'est pas une mauvaise pensée")
Il est très malchanceux et il rate tout ce qu'il fait (il l'avoue même dans "Si on jouait à bye-bye Yoghourt"). Il reste malgré tout très joueur même s'il sait qu'il a peu de chances de gagner, comme on le voit dans "Si on jouait pour gagner". Cependant, il s'avère être un bon artiste et est bon au saut à l’élastique. Il est également assez bon chanteur.
Il ne peut pas réciter l'alphabet correctement. Bien qu'il ne semble pas retenir beaucoup de savoir scolaire, il est très malin, comme on le voit dans "Si on jouait à l'épisode très spécial" où il trompe le reste des personnages principaux et reprend le studio d'animation. Il a des problème dysorthographiques. Il a appris à lire et à écrire entre l'épisode "Si on jouait au karaoké" et l'épisode "Si on jouait aux boulettes de papier", comme il arrive à lire le livre d'Happy Rotter dans cet épisode. Il ne réfléchit pas toujours avant d'agir, par impatience et parce qu'il n'a pas peur d'être un peu casse-cou.
Moignon est très empathique, dans "Si on jouait aux chaises musicales" il se rallie aux chaises lorsqu'il se rend compte qu'elles souffrent puisqu'on s'assoit constamment sur elles. Il tente souvent d'aider Coin-Coin lorsque Mr Chat lui fait bobo (dans le "Pilote" par exemple). Il est très touché par la fausse histoire de Mr Chat dans "Si on jouait à la cour des miracles").
Il est également très crédule et croit en tout (les fées, les vampires...) comme il le dit dans "Si on jouait aux cartes". Moignon est très créatif et adore imaginer des histoires, ou même s'imaginer des amis ("Si on jouait à il était une fois", "Si on jouait à chercher Ursula... désespérément", "Si on jouait aux amis imaginaires"). Son imagination est très influencée par ses croyances (il a tendance à mettre des zombis ou du surnaturel dans ses histoires).
Moignon a montré un mauvais côté de sa personnalité par moments, comme dans "Si on jouait aux boulettes de papier" quand il a tourmenté Coin-Coin et Kaeloo sans raison. Dans "Si on jouait au fitness shaolin", il apprend un art martial pour se venger de Mr Chat qui lui pique tout le temps ses affaires, mais à la fin de l’épisode, il essaie de devenir l’antagoniste. Dans "Si on jouait à l'épisode très spécial". Il est l'antagoniste principal de l'épisode, et parvient à tromper Kaeloo, Coin-Coin et Mr Chat et à prendre en charge les Studios Cube Creative à la fin. Il est impatient, dès que quelque chose est trop long, il s'énerve. Il ne se lasse jamais quand quelque chose l'intéresse, ce qui contrarie tout de fois les personnages quand il s'agit de le faire changer d'avis...
Dans la saison 1 Moignon sert principalement de comic relief, mais il a quand-même été le centre de plusieurs épisodes de cette même saison, notamment "Si on jouait aux figurines", "Si on jouait à chaud froid", "Si on jouait aux chaises musicales". Il est le personnage principal du très long épisode "Si on jouait à l'épisode très spécial", dans lequel il chante sa douleur. Il est également le centre de l'histoire des épisodes "Si on jouait à la saga du Greul: Chapitre 1" et ses suites. Il se joint normalement aux autres dans leurs aventures, et les aide ou entrave accidentellement leur progression. Il essaye généralement de gagner tous les jeux auxquels lui et ses copains jouent. Très souvent, Moignon échoue horriblement, bien qu'il fasse toujours de son mieux.
Dans la plupart des jeux, il s'habille avec des vêtements féminins, toujours dans un but comique bien qu'avec le temps ce soit de plus en plus banal. Dans "Si on jouait aux espions", sous les effets du sérum de vérité, il avoue faire secrètement cela. Cela va au delà de l'habillement, puisque Moignon aimerait être une fille un jour sur deux. C'est l'un de ses souhaits à la fin de l'épisode "Si on jouait aux cartes". Il dit également dans "Si on jouait aux trous d'air" qu'il aimerait bien qu'on l'appelle "Priscilla".
Moignon est un antagoniste dans plusieurs épisodes, en association avec Mr Chat, avec qui il fait des "bêtises". Des exemples de tels épisodes sont "Si on jouait aux figurines", "Si on jouait au gangster poker", et Si on jouait aux boulettes de papier". Ou encore "Si on jouait à l'épisode très spécial", dans lequel il est le principal antagoniste.

#### Coin-Coin
Coin-Coin est l'un des personnages principaux de la série. C'est un canard indestructible qui ne s'exprime qu'en disant "coin", et il adore les yaourts.
Coin-Coin est un canard jaune. Il a les yeux bleus aux paupières mauves. Son corps est couvert de points de suture, puisqu'il doit être recousu après avoir été découpé ou déchiqueté par M. Chat (en général cela se fait automatiquement). Il porte très généralement un slip bleu.
Alors que Coin-Coin n'était qu'un œuf, ses parents ont été tués par un chasseur. Un groupe de scientifiques l'a ramassé et ont fait des tas d'expériences sur lui (on apprend cela dans "Si on jouait à Happy Rotter"). En conséquence, il est indestructible, super-fort et accro aux yaourt.
Dans "Si on jouait au grand livre du destin" on apprend que c'est Kaeloo qui a trouvé son œuf au Pays Trop Mignon, qui était posé sur l'herbe à côté de morceaux de coquilles d'autres Coin-Coins s’étant téléportés avant que Kaeloo n'arrive. Il y avait une note à côté qui disait "Attends-nous au Pays Trop Mignon", écrit par l'un des Coin-Coins. C'est également Kaeloo qui l'a nommé Coin-Coin.

##### Personnalité
Coin-Coin est très gentil, car il semble pardonner Mr Chat pour son abus constant (bien que dans des épisodes tels que "Si on jouait à ki cé ka raison" et "Si on jouait aux figurines", il se venge de lui). Il pardonne Olaf dans "Si on jouait à Noël Givré - la suite" même si Olaf a kidnappé Coin Coin et ses amis. Il est également disposé à prendre toute forme d'abus pour le bien de ses amis. Dans "Si on jouait à l'épisode très spécial", il est montré que même Coin-Coin ne peut pas être parfait. Par exemple, un flash-back dans l'épisode montre Coin-Coin tromper Kaeloo et manger du yaourt lorsqu'il était censé dormir. Il n'a peur que de trois choses: les médecins (à cause des scientifiques qui l'ont expérimenté), ne jamais trouver son créateur et, aussi, le yaourt périmé.
Il est accro au yaourts, et il représente d'ailleurs 90 % du chiffre d'affaires des yaourts natures. L'épisode "Si on jouait à trap trap" a montré que s'il allait jusqu'à une heure sans yaourt, il éprouve des symptômes semblables à un drogué, se comportant comme un zombie ou un halluciné. Coin-Coin ne parle pas, et ne dit que des "Coin", de longueurs et de tonalités souvent différentes. Cela semble être une sorte de langue de canard, comme l'ont suggéré dans "Si on jouait à Hallo, Hello, Ola". Kaeloo et Eugly peuvent le comprendre parfaitement. Mr Chat peut le comprendre la plupart du temps, mais il y a des moments où il a besoin que Kaeloo traduise pour lui. Moignon peut parfois le comprendre, et Pretty ne le peut généralement pas. Il est très intelligent en matière de science, de mathématiques et autres (mais pas beaucoup en ce qui concerne le bon sens), et il utilise son intelligence, ses capacités de robotique et ses pouvoirs d'indestructibilité pour aider les autres lorsque cela est nécessaire. Il est aussi, comme dit plus haut, le petit ami d'Eugly.

#### M. Chat
Hector Chat, généralement appelé Mr Chat est l'un des personnages principaux de la série et le principal antagoniste.

##### Apparence
Mr Chat est un chat orange avec des rayures brunes sur quelques parties de son corps. Il a des yeux rouges. Comme un vrai chat, il a des moustaches et des dents canines pointues, et des griffes rétractables, qui sont noires lorsqu'elles sont sorties. Il porte une paire de mitaines mauves, et le bout de sa queue est noire.
Une image en gros plan dans le Teaser Annecy 2013 révèle que Mr Chat a de légères cicatrices sous son œil gauche.

##### Histoire
Mr Chat a été maltraité par ses deux frères aînés quand il était un petit chaton. Une fois un peu plus grand, il s'est enfui de chez lui pour rejoindre le Pays Trop Mignon, en pensant y trouver la paix et à la tranquillité. À la place, il y trouve Kaeloo, Moignon et Coin-Coin. L'épisode "Si on jouait à bye-bye Yoghourt" fait entendre qu'au moins un de ses proches est mort quand il était plus jeune.
Dans "Si on jouait au baby-sitting", il est mentionné qu'il a été, en tant que chaton, enfermé dans un sac et jeté dans une rivière. Il raconte cette anecdote à Kaeloo pour lui demander de se taire à la manière de les carpes qui se trouvaient dans la rivière (en référence à l'expression "muette comme une carpe").
Il est indiqué dans "Si on jouait à Carotte & Co.", qu'il a été, à un moment de sa vie, été accro à la carotte avant d'abandonner cette addiction (cependant, il est toujours accro à la pipe et à l'alcool).
Il est laissé entendre dans l'épisode "Si on jouait à goodbye Mr Chat" qu'il était le dernier des quatre principaux à se rendre au Pays Trop Mignon, vu que c'est celui qui en savait le moins sur les règles du lieu. Il a également laissé entendre qu'il est le plus ancien des zami-es, mais cette théorie est un peu épineuse étant donné que la série n'a pas toujours de continuité. Par exemple, Kaeloo a déclaré que les adolescents ne sont pas autorisés au Pays Trop Mignon, cependant elle est une grenouille et non pas un têtard. De plus, la voix de Mr Chat est assez grave même pour un adulte. L'épisode a révélé qu'il n'était pas un adolescent pour le moment, donc on peut supposer qu'il a au moins 13 ans. Mr Chat et Kaeloo sont plus âgés que Coin-Coin et Moignon. Quelques lignes dans l'épisode Pilote suggèrent que Mr Chat et Kaeloo auraient pu être adultes dans le concept original.
Grâce (ou à cause) des transformations de Kaeloo, Mr Chat semble s'être construit en opposition à elle de façon à lui résister, et afin de pouvoir se défendre. Il y a des remarques et indices dans plusieurs épisodes qui sous-entendent le fait que Kaeloo et Mr Chat seraient amoureux, et le sentiment est peut-être mutuel.

##### Personnalité
Qualifié par Kaeloo de "ironique, méchant, cynique, cruel, hypocrite, égoïste, machiavélique, fourbe..." (Si on jouait à la clone party), Mr Chat est capable de tout pour gagner, même si ça implique de mentir et de manipuler les autres. Un bon exemple de cela est vu dans l'épisode "Si on jouait à la boom", dans lequel il trompe Coin-Coin en le séparant d'Eugly afin que Kaeloo se transforme et l'embrasse pour la Saint-Valentin. Son ego surdimensionné et son attitude peu généreuse font que les autres s'intéressent à lui, pour le meilleur et pour le pire. L'épisode "Si on jouait au baby-sitting" a révélé que le comportement sadique et désagréable de Mr Chat est, selon lui, un moyen de cacher sa vulnérabilité.
Il aime particulièrement torturer Coin-Coin de toutes les manières possibles et imaginables, en partie pour que Kaeloo se transforme en Bad Kaeloo. À partir de la saison 2, Eugly prend également la défense du pauvre canard. Pour se justifier il invente n'importe quel excuse, comme par exemple: son bec est moche, de toute façon il se régénère toujours, c'est dans un but scientifique...
Les épisodes tels que "Si on jouait au tribunal", "Si on jouait à l'épisode très spécial", "Si on jouait à jetset vs jahjah" et "Si on jouait à bye-bye Yoghourt" montrent qu'il peut être gentil parfois et qu'il se soucie de ses ami-es au fond, même s'ils sont bruyants et plein d'énergie. Par exemple si quelqu'un d'autre (comme Olaf ou Pretty) gâche le jeu auxquels joue ses ami-es, il tentera de les défendre. Dans "Si on jouait à Hallo, Hello, Ola" il se sent extrêmement coupable quand il se rend compte qu'il a laissé tomber ses fans. Il prétend détester le fait jouer à des jeux avec les autres, mais dans l'épisode "Si on jouait à Game Over: Level 1", il confesse au public qu'il déteste quand les autres s'amusent sans lui. Aussi, dans "Si on jouait à se faire peur", il était complètement furieux quand il a découvert que les autres jouaient à son jeu préféré sans lui. Dans quelques épisodes, tels que "Si on jouait à Noël Givré", il est l'un des héros au lieu d'un méchant. Dans des épisodes tels que "Si on jouait au gendarme et au voleur", Mr Chat est blâmé pour des crimes qu'il n'a pas commis car il est le suspect le plus évident.
Mr Chat brise fréquemment le quatrième mur en s'adressant directement au public. De tous les personnages c'est sûrement le plus cynique et sarcastique, et il fait régulièrement référence à la politique et au fonctionnement économique du monde réel. C'est également un personnage comique car il est constamment en décalage avec le reste, bien qu'il soit un enfant il a tout d'un adulte (comme Olaf d'une certaine manière).

### Personnages secondaires
En plus du casting initial, de nouveaux personnages apparaissent à partir de la saison 2 : Pretty, Eugly, Olaf, Olga et Serguei. À partir de la saison 3 apparait Ursula. Dans la saison 4 apparaissent les moutons parlants. Et enfin, dans la saison 5, La Règle ainsi que les 7 sœurs de Moignon débarquent dans la série.

#### Pretty
Pretty est un personnage secondaire de la série et la voisine des quatre personnages principaux. Elle fait très attention à son apparence et rabaisse constamment les autres.

##### Apparence
Pretty est une lapine rose. Elle a un nez en forme de cœur de couleur rose magenta, des yeux verts et 2 grandes incisives quasi-unie sur l'avant de sa maxillaire supérieure. Elle attache ses oreilles de longueur inégale avec un ruban rose. Elle porte généralement un débardeur rouge avec une étoile jaune dessus, une jupe rouge et un short noir. Sur ses pieds, elle porte des sandales noires avec une sangle rouge au milieu. Elle porte un bandeau gris sur le bras gauche, et les ongles de ses doigts et ses pieds sont vernis de rose.
Dans la saison 5, son apparence est modifiée. Elle a des cheveux roux comme sa sœur, la moitié dont elle attache en queue de cheval. Elle porte une robe rouge au dessus d'un débardeur noir et des pantalons noirs. Elle garde les mêmes sandales qu'avant.

##### Personnalité
Pretty est égoïste, désagréable, égocentrique et narcissique. Elle incarne le stéréotype de la fille supérieure au langage grotesque, intéressée par la mode et obsédée par sa ligne. Elle montre d'autres facettes de sa personnalité dans certains épisode comme "Si on jouait à être fan" où elle décide d'apporter son aide dans une situation désespérée.
Pretty est très amoureuse de Mr Chat, mais le sentiment est loin d'être réciproque (même si dans l'épisode "Si on jouait aux vacances... aux naufragés", elle est contente de sa disparition car cela la rend célèbre, et ne souhaitait pas aller le rechercher). Elle déteste Moignon, Coin-Coin et Kaeloo et se dispute fréquemment avec eux, bien qu'elle soit parfois sympathique avec Kaeloo. Presque tous les fans de la série la considère comme très irritante et la méprise complètement. Elle critique constamment sa sœur jumelle, Eugly, à propos de son poids et de son apparence. Elle la traite constamment comme une esclave, mais elle est parfois gentille avec elle et se fâche si d'autres insulte sa sœur.
Si Pretty veut quelque chose, rien ne pourra l'arrêter. Dans "Si on jouait à faire du cheval", elle prend le cheval de Kaeloo avec force car elle en voulait un. Dans "Si on jouait aux vacances... aux naufragés", elle veut faire du bouche à bouche à Mr Chat après qu'il s'est évanouit. Lorsqu'il lui indique que tout va bien, elle le frappe avec une batte de baseball pour être sûre de continuer ce qu'elle voulait faire. Dans "Si on jouait au coffre mystérieux" elle se bat à mains nues contre les coffres sauvages pour qu’ils lui servent de meubles de rangement.
Pretty est très courageuse et aime beaucoup se battre, comme on le voit dans "Si on jouait à la forêt à fessées, "Si on jouait à la reine des corsaires", "Si on jouait à être fan"... Elle démontré un talent pour le leadership et semble aimer diriger, comme on le voit dans la trilogie qui commence par "Si on jouait à la saga du Greul: Chapitre 1", ou dans "Si on jouait à tutu à gogo".
Bien qu’elle soit amoureuse de Mr Chat, elle n’hésite pas à le notifier qu’il n’a pas à lui parler comme il le fait dans "Si on jouait à la reine des corsaires", disant "d’où t’as vu qu’on pouvait parler comme ça aux filles?". Elle est très attachée au fait de dénoncer le sexisme, comme on a pu l’entendre dire dans "Si on jouait à la mère Noël" ou "Si on jouait à l'enquête délicate".
On apprend dans "Si on jouait à Voice Academy 2" que Pretty fait très attention aux regard des inconnus sur elle, comme elle le dit dans la chanson de fin, Combien de temps. Cela pourrait expliquer son obsession pour son apparence et aussi l’importance qu’elle porte aux likes sur les réseaux sociaux. Dans "Si on jouait à la commedia dell'arte". elle montre un désir de changer la manière dont on la voit. Elle prend conscience des mots blessants qu’elle a dit à Kaeloo dans "Si on jouait à jetset vs jahjah", et décide de changer sa manière d’agir à la fin de l’épisode.
Dans la saison 5, elle devient de plus en plus gentille. Elle cesse d'intimider les autres personnages et se lie d'amitié avec eux. Même si elle dispute avec eux (surtout Moignon) à des fois, elle les aime vraiment au fond. Elle se rend compte que Mr Chat est trop méchant pour elle et elle se désintéresse de lui, alors elle arrête de l'harceler tout le temps. Elle s'entend bien avec tout le monde.

##### Rôle
Pretty est le plus remarquable des trois personnages secondaires. Elle à souvent un rôle de râleuse, de celle qui insulte et intimide les autres. Elle se dispute fréquemment avec Moignon.
Elle peut également avoir un rôle de soutien, ou alors elle participe aux jeux de manière plus positive ou neutre. Parfois, elle fait simplement parti du groupe au même titre que les autres. Dans "Si on jouait à la lettre" elle tente de savoir qui est l’auteur de la lettre mystérieuse avec Moignon et Kaeloo. Dans "Si on jouait à être fan" elle aide Moignon à retrouver la carotte qui contient ses connaissances sur Mister Coolskin. Dans "Si on jouait à la mère Noël" c’est elle qui sauve Noël.
Dans la saison 5 elle a un plus grand rôle d'avant. Étant devenue gentille, elle commence à aider les autres personnages avec leurs problèmes. Elle apparaît également à la fin du générique où elle est rajoutée parmi les Zamis quand ils se font poursuivre par Bad Kaeloo. On lui accorde plus d'attention qu'à n'importe quel autre personnage secondaire, à part La Règle.

#### Eugly
Eugly est un personnage secondaire de la série et la voisine des quatre personnages principaux. Elle est très gentille et émotive. Dans la Saison 5, Eugly quitte le Pays Trop Mignon pour aller dans un école d'art, mais elle continue d'apparaître occasionnellement par le biais d'appels vidéo avec sa sœur ou de visites au Pays Trop Mignon.

##### Apparence
Eugly est une lapine rose. Physiquement, elle est aussi grande et musclée que Bad Kaeloo. Elle a des cheveux roux qui recouvrent ses yeux, qu'elle attache à trois bretelles courtes. Elle porte un tee-shirt noir qui ne couvre pas son ventre et une jupe rose aux jambières noires. Le tee-shirt a un dessin blanc sur celui-ci, qui change en fonction de ses émotions. Comme sa sœur, elle a a du vernis à ongles rose sur ses ongles. Comme Coin-Coin, Eugly ne parle pas, et ne s'exprime qu'en émettant des sons et par le langage des signes.

##### Personnalité
Eugly est très sensible et susceptible. Elle commence à pleurer même à la moindre insulte. Elle est également très gentille, mais si quelqu'un tente de blesser Pretty ou Coin-Coin, elle n'hésitera pas à l'attaquer. Elle est amoureuse de Coin-Coin. Elle a montré des talents cachés. Un épisode l'a montré comme une excellente ballerine et une autre l'a montré être une chanteuse incroyable. C'est la seule à être émue par le scénario de Kaeloo dans "Si on jouait à silence, on tourne".

##### Rôle
Eugly a généralement peu d'importance dans l'intrigue générale d'un épisode mais à l'occasion elle a des rôles majeurs. Dans "Si on jouait au jeu de la vérité", Bad Kaeloo et Coin-Coin sont tombés amoureux d'elle et se sont battus en duel, mais finalement, Kaeloo a abandonné, car elle voulait que Coin-Coin soit heureux. Depuis lors, Eugly sort avec Coin-Coin. Dans la plupart de ses apparitions, Eugly se trouve en présence de Coin-Coin. Sinon, elle sera avec sa sœur.
Elle a aussi parfois le rôle de "demoiselle en détresse" comme on peut le voir dans "Si on jouait à la forêt à fessées" et la trilogie qui commence par "Si on jouait à la saga du Greul: Chapitre 1".
Dans la saison 5, Eugly quitte le Pays Trop Mignon pour aller dans une école d'art. Son rôle dans la série est moins important qu'auparavant, mais les autres personnages parlent souvent d'elle, et elle continue d'apparaître dans la série par le biais d'appels vidéo et de visites au Pays Trop Mignon.

#### Olaf
Olaf est un personnage secondaire qui a souvent un rôle d'antagoniste. Il est fou amoureux de sa douce Olga, un glaçon.

##### Apparence
Olaf est un manchot empereur, il est bleu avec du blanc sur le ventre et le cou. Ses yeux sont entourés de mauve et surmontés d'épais sourcils noirs. Il possède un bec avec des dents pointues. Il est nettement plus petit que les autres personnages malgré le fait qu'il fait presque la taille de Moignon.
Dans la saison 5, il a une barbe grise.

##### Personnalité
Olaf est cruel et dominant, peut-être plus que Mr Chat. Il rêve de dominer le monde et de le transformer en une immense banquise. Il semble être assez égoïste, comme dans l'épisode "Si on jouait à Noël Givré", dans lequel il enlève Coin-Coin pour utiliser ses pouvoirs dans le but de fabriquer une machine à neige ou encore dans "Si on jouait aux pirates 2: la vengeance de l'empereur", dans lequel il vole le trésor. Olaf est marié à un glaçon nommé Olga.
Il déteste tout le monde (particulièrement Moignon parce que ce dernier est un idiot).
Il se fâche quand quelqu'un dit qu'il est un pingouin alors qu'il est un manchot empereur (ce que les autres personnages font quasiment tout le temps), ou lorsque les gens se moquent de sa petite taille.
Comme la plupart des habitants du Pays Trop Mignon, Olaf n'hésitera pas à tricher pour obtenir ce qu'il veut.
En dépit de pouvoir construire des robots, Olaf peut parfois être assez stupide, par exemple, en refusant ouvertement de croire que c'était la fin du monde pensant qu'il était le seul à décider quand la fin du monde arriverait dans "Si on jouait à la fin du monde".
Toutes ses actions sont dues au fait qu'il veut de nouveau vivre heureux avec Olga même s'il le fait parfois de manière égoïste sans penser aux conséquences.
Dans la cinquième saison, il a une personnalité plus calme et plus douce, et aime exprimer ses émotions à travers l'art.

#### Olga
Glaçon et épouse d'Olaf. Elle était avant gigantesque mais a fondu à cause de la chaleur, ce pourquoi Olaf l'a mise sous une cloche en verre pour éviter qu'elle ne fonde. Mais se n'est pas un simple glaçon car dans l'épisode "si on jouait à l'analyse frigorique" Coin-Coin parle avec la "conscience" d'Olga.

#### Serguei
C'est le frigo-robot esclave d'Olaf. Il a les allures d'un manchot, peut bouger, et exécuter toute sortes d’actions, mais est dépourvu de parole. Olaf peut monter dedans et s'en servir comme mecha pour compenser de sa petite taille.

#### Mini-Serguei
Mini frigo d'Olaf, on peut le voir dans les 2 derniers épisodes de la saison 2. Un Mini-Serguei fait office de porte-clé dans un épisode de la Saison 3. Mini-Serguei fait sa réapparition dans la saison 4 .

#### Ursula
Dans la première saison, l'existence de Ursula est souvent remise en cause. En effet, on ne la voit jamais et elle n'est évoquée que par Moignon. On peut supposer que Moignon l'a rencontré sur Face de Bouc et qu'il l'a vu pour la première fois en réalité dans l'épisode Si on jouait à chaud froid où, grâce aux conseils de Kaeloo, il la séduit. Mais, comme personne d'autre que lui ne l'a vue en face, on en vient à se demander si Ursula n'est pas une petite amie imaginaire. Cette incertitude reste dans la saison 2 où dans l'épisode Si on jouait à la boom elle ne vient pas à la boom au grand dam de Moignon. Pretty va même affirmer qu'elle n'existe pas, « comme sa sœur ». C'est seulement dans la saison 3 que l'existence d'Ursula est confirmée quand elle apparaît à la fin de l'épisode Si on jouait à chercher Ursula… désespérément (toujours sans que les téléspectateurs ne la voient) où l'on apprend qu'elle est très jolie.

#### Les Moutons
Muets jusqu'à la saison 4, les moutons participent parfois à des jeux. Souvent ils se font maltraiter (brûler, exploser...) par M. Chat et Moignon et rarement par Eugly ou Pretty. Dans l’épisode Si on jouait à saute moutons, ils se transforment en alien que Moignon redoute. Dans l’épisode Si on jouait à avoir de nouveaux z'amis, Kaeloo tente d’intégrer les moutons à leurs jeux en devenant des Z'amis. Dans la saison 4, ils sont plus actifs et animés.
Hervé est le chef des moutons et celui qui parle le plus.

#### La Règle
Apparue dans la saison 5, La Règle joue un rôle essentiel : elle vérifie que chaque règle d'un jeu est respecté, sous peine de gage allant du plus gentil comme les bras attachés, au pire : la destruction du Pays Trop Mignon. Elle est souvent en rivalité de Kaeloo, et les Zamis cherchent souvent à se débarrasser d'elle car elle peut être énervante vu que les z'amis ne peuvent plus jouer comme avant. Sa mère est la Loi, et son père c'est l'Ordre.

#### Vitamine
Apparue dans la saison 5, Vitamine est l'une des 7 sœurs de Moignon. Elle a la particularité d'aller tellement vite qu'elle voit ce qui se passe au ralenti.

#### Nombril
Apparue dans la saison 5, Nombril est une des 7 sœurs de Moignon. Elle cherche sans arrêt à capter l'attention de Moignon sur elle.

#### Ardoise
Apparue dans la saison 5, Ardoise est une des 7 sœurs de Moignon. Elle est très forte en économie et aide d'ailleurs Moignon à avoir de l'argent.

#### Lavanade
Apparue dans la saison 5, Lavanade est une des 7 sœurs de Moignon. Elle à des amis fantôme et fait un peu peur au habitant du Pays Trop Mignon.

#### Cramoisie
Apparue dans la saison 5, Cramoisie est une des 7 sœurs de Moignon. Elle est sans filtre et dis tous se qu'elle pense.

#### Poucave
Apparue dans la saison 5, Poucave est une des 7 sœurs de Moignon. Elle mène ses enquête sur les z'amis du Pays Trop Mignon sans qu'ils le sachent.

#### Violasse
Apparue dans la saison 5, Violasse est une des 7 sœurs de Moignon. Elle n'est pas vraiment aimée par ses sœur car elle "vole" et son meilleur ami est un ballon qui ressemble à Coin-Coin.

## Liste des épisodes
| Saison                       | Saison | Épisodes | Épisodes                                                     | Diffusée à l'origine                                        | Diffusée à l'origine | Diffusée à l'origine |
| Saison                       | Saison | Épisodes | Épisodes                                                     | France                                                      | France               | France               |
| Saison                       | Saison | Épisodes | Épisodes                                                     | Début de saison                                             | Fin de saison        | Chaîne d'origine     |
| ---------------------------- | ------ | -------- | ------------------------------------------------------------ | ----------------------------------------------------------- | -------------------- | -------------------- |
|                              | 1      | 52       | 52                                                           | 6 juin 2010                                                 | 28 juillet 2010      | Canal+ Canal+ Family |
|                              | 2      | 52       | 52                                                           | 10 juin 2012 (avant-première)                               | 22 janvier 2013      | Canal+ Canal+ Family |
| 1er décembre 2012 (première) | 2      | 52       | 52                                                           |                                                             | 22 janvier 2013      | Canal+ Canal+ Family |
|                              | 3      | 46       | 1                                                            | 18 décembre 2016 (téléfilm spécial)                         | 10 mars 2018         | Télétoon+            |
| 45                           | 3      | 46       | 21 juillet 2017 (avant-première) 4 septembre 2017 (première) |                                                             | 10 mars 2018         | Télétoon+            |
|                              | 4      | 52       | 52                                                           | 25 décembre 2019 (avant-première) 6 janvier 2020 (première) | 10 décembre 2020     | Télétoon+            |
|                              | 5      | 39       | 39                                                           | 8 avril 2023                                                | 13 avril 2023        | Canal+ Kids          |

## Diffusion internationale
- France: diffusée depuis le 6 juin 2010 sur Canal+ et Canal+ Family et en décembre 2014 sur Télétoon+
- Belgique: diffusée sur RTBF et Ouftivi
- Portugal: diffusée sur Panda Biggs
- Australie: diffusée sur NITV
- Royaume-Uni: diffusée sur CBBC
- Italie: diffusée sur Dea Kids et Super!
- Pologne: diffusée sur Télétoon+
- Serbie: diffusée sur Ultra TV, Dexy TV et Pikaboo
- Arabie saoudite: diffusée sur MBC 3
- Grèce: diffusée sur Smile TV
- Ukraine: diffusé sur K1
- Iran : diffusée sur Afarinak

## Réception
La série a également reçu de bonnes critiques: auprès de SensCritique, elle a eu une note de 7.1 sur 10 étant donc la neuvième série la mieux notée à son actif; chez CinéSérie elle a reçu une note de 3,9 sur 5 et sur AlloCiné elle est la troisième série la mieux noté avec une note de 4,1 sur 5. Le groupe Canal+ quant à lui elle lui a accordé une note de 8 sur 10 la faisant neuvième dessin animé la mieux noté.
Canal+ et Cube Créative renouvellent la série pour une cinquième saison de 39 épisodes et sera diffusée exclusivement sur Télétoon+, CANAL+ et Canal+ Kids .

## Récompense
- Kaeloo reçoit en 2011 le Kidscreen Award à New York pour la meilleure série animée[10], un prix décerné tous les ans par l'ensemble des acteurs de l'industrie de l'animation[11].

## Autour de la série
Les personnages de la série sont utilisés pour la bande annonce du festival international d'animation d'Annecy de 2013.

### Jeu vidéo
Un jeu vidéo adapté de la série intitulé Kaeloo Rush est sorti sur Android le 18 juillet 2016. Dans ce jeu, Kaeloo doit protéger Coin-Coin et le Pays Trop-Mignon des munitions de M. Chat, le jeu contient 40 niveaux. Mais malheureusement, il n'est plus disponible depuis 2023 en France, pour des raisons inconnues.